# Новое время (издательство)
Новое время — издательство А. С. Суворина.
Книгоиздательскую деятельность А. С. Суворин начал в Санкт-Петербурге выпуском в 1872 году справочного издания  «Русский календарь» в фактически возглавлявшемся им издательстве Е. О. Лихачевой и А. И. Сувориной. В 1876 году, взяв крупный кредит в банке, он купил газету «Новое время». В 1877 году Суворин открыл собственную типографию, а в 1878 году, в Петербурге — книжный магазин «Новое время» и с этого года книги стали выходить под маркой «Издание А. С. Суворина».
В 1879 году им был основан журнал «Исторический вестник» и начался выпуск общедоступной серии «Дешевая библиотека», а в 1881 году Суворин стал выпускать газету «Московский телеграф» и 1882 году решил основать издательство. В издательстве, кроме журнала и газет, справочника «Русский календарь» и книг, стали выпускаться другие справочные издания: «Весь Петербург» (с 1894), «Вся Москва» и «Вся Россия» (с 1895).
Кроме типографии, оснащенной самыми современными машинами, у Суворина было 30 тысяч десятин леса и собственная бумажная фабрика, обеспечивавшая издательство бумагой. 
С 1901 года издательством стала выпускаться «Земледельческая газета».
Издательство имело отделения в Москве, Одессе, Харькове, Саратове, Ростове-на-Дону. 
В 1911 году было учреждено издательское, типографское и книготорговое «Товарищество А. С. Суворина „Новое время“» с основным капиталом в 4 млн. рублей. Среди пайщиков, кроме семьи Сувориных, были А. И. Гучков, Н. Н. Шубинский, С. Г. Морозов, А. А. Столыпин, П. Л. Барк, а также Волжско-Камский коммерческий банк; в этом же году, 26 ноября, Сувориным была основана газета «Вечернее время».
После смерти А. С. Суворина в 1912 году издательство просуществовало ещё 5 лет — до 1917 года.